# Markus Malin (organist)
Markus Malin (ca. 1960) is een Oostenrijks organist.

## Levensloop
Over Malin zijn weinig biografische gegevens bekend.
Hij verwierf in 1985 de Vierde prijs in het internationaal orgelconcours, in het kader van het Festival Musica Antiqua.
Hij was sindsdien docent aan de Muziekschool van Bludenz.
Hij nam bij herhaling deel aan de koor- en orgeldagen van Hohenems.